# うるま市立彩橋小中学校
うるま市立彩橋小中学校（うるましりつ あやはししょうちゅうがっこう）は、沖縄県うるま市与那城の平安座（へんざ）島にある公立学校である。小中学校併設校であり、市立彩橋幼稚園を併設している。

## 沿革
- 2011年（平成23年）
  - 8月30日 - 第3回うるま市島しょ地域小中学校統合準備委員会にて『うるま市立彩橋小中学校』に決定。
  - 9月6日 - 教育委員会議にて「うるま市学校設置条例の一部を改正する条例の一部改正に係る教育委員会の意見について」の議案を可決。
  - 10月7日 - うるま市議会の可決を受け、県教育委員会へ「新設学校設置届書」の学校名変更届書を提出。
  - 11月1日 - 彩橋小中学校準備室開設。
- 2012年（平成24年）
  - 1月12日 - 校章決定。
  - 2月1日 - 校歌決定。
  - 4月1日 - 伊計・平安座の各小中学校、宮城・桃原・比嘉の小学校、宮城・浜の各中学校を統合し、開校。

## 周辺
- うるま市立彩橋幼稚園 - 同一建物内かつ、進級前幼稚園。
- 沖縄県道10号伊計平良川線
- 沖縄県道238号浜比嘉平安座線
- 平安座郵便局
- 平安座団地
- ホテルへんざ
- 平安座西公園
- 平安座総合開発 - 「うるま市有償バス」の運行を委託されている。
- 社会福祉法人ふくよか福祉会ふくよか彩橋認定こども園 - 進級前こども園
- 金武湾

## 学区
- 浜・比嘉・平安座・桃原・上原・宮城・池味・伊計

## その他
- 伊計島、宮城島、浜比嘉島の各島から通う児童・生徒に対しては、スクールバスを運行している。

## アクセス
- うるま市有償バス「学校裏門前」停留所下車後、すぐそば。
- うるま市役所
  - 与那城庁舎（旧:与那城町役場）から、車で約5.1km・約9分。
  - 具志川本庁舎（旧:具志川市役所）から、車で約14.8km・約25分。